# Мечеть Кейзерстрат
Мечеть Кейзерстрат (нидерл. Moskee Keizerstraat) — мечеть в Парамарибо, Суринам. Расположена на улице Кейзерстрат, рядом с синагогой Неве-Шалом, которая была построена из дерева в 1665 году и является одной из старейших в западном полушарии.

## История
Мечеть является главной резиденцией мусульманского движения «Лахор Ахмадия» в Суринаме. Мечеть принадлежит Исламскому обществу Суринама (нидерл. Surinaamse Islamitische Vereniging), которое придерживается ахмадийской ориентации.
Сообщество мусульман Парамарибо было образовано в 1929 году. Первая мечеть на этом месте, деревянная с четырьмя минаретами, была построена в 1932 году. Постройка ныне стоящего здания была завершена в 1984 году.